# Rhinodermatidae
Rhinoderma là một họ nhỏ nhửng loài được tìm thấy ở bờ biển phía tây nam của Nam Mỹ. Chi Rhinoderma chỉ có hai loài, trong đó ếch Darwin Chile(R. rufum) là cực kỳ nguy cấp hoặc có thể đã tuyệt chủng. Loài được biết tới nhiều hơn ếch Darwin (R. darwinii) là loài dễ thương tổn.
Cả hai loài này đều nổi tiếng vì cách sinh sản bất thường của chúng, với nòng nọc được đưa vào bên trong miệng của con đực. Trứng được đặc trên mặt đất. Ếch đực vận chuyển những con nòng nọc bằng túi dưới cỗ của nó. loài ếch Darwin Chile nòng nọc được vận chuyển đến một nguồn nước và được thải trong suốt thời gian phát triển của chúng. Còn loài ếch Darwin, nòng nọc ở trong túi cho tới khi biến thái. Chúng có thể vận chuyển từ năm đến 15 con. Ếch Darwin được tách ra thành một ho riêng biệt hoàn toàn dựa trên sự hành vi thích ứng này, là duy nhất trong số những loài ếch.
Ếch Darwin khá nhỏ, đạt chiều dài chỉ 3 cm (1.2 in). Chúng chủ yếu là những con ếch màu xanh lá cây, với các vệt màu nâu, và chiếc mũi dài, hẹp. Chúng chủ yếu ở trên mặt đất.

## Hình ảnh

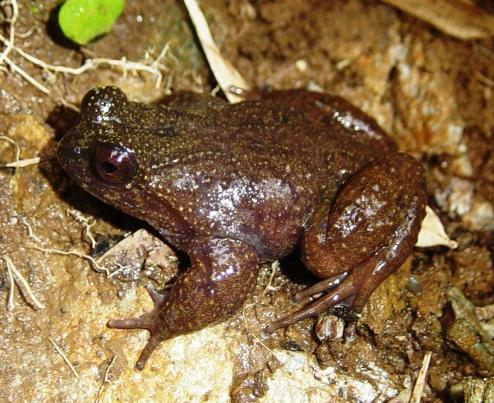